# Lenka Wech
Lenka Dienstbach-Wech (* 9. April 1976 in Sokolov) ist eine ehemalige deutsche Riemenruderin.

## Wirken
Wech startete für den Ruderverein Saarbrücken. 1996 verpasste sie die Olympiateilnahme und nahm stattdessen an den Weltmeisterschaften der nichtolympischen Boote teil. Dort gewann sie im Vierer ohne Steuermann mit Bronze ihre erste Medaille in der Erwachsenen-Klasse. Vier Jahre später trat sie zusammen mit Claudia Barth im Zweier ohne Steuermann an und wurde Sechste im olympischen Finale. In den nachfolgenden Jahren gehörte Lenka Wech zum deutschen Frauenachter. Sie gewann nach zwei Bronzemedaillen 2001 und 2002 bei den Weltmeisterschaften 2003 in Mailand den Titel. Nach der zweiten Olympiateilnahme 2004 mit dem fünften Platz im Achter setzte sie für ein Jahr aus. 2006 wurde sie bei ihrem Comeback auf Anhieb Vizeweltmeisterin mit dem Achter. Sie nahm an den Olympischen Spielen 2008 zusammen mit Maren Derlien im Zweier teil und erreichte den 4. Platz; die beiden traten auch mit dem Frauenachter an, der sich nicht für das A-Finale qualifizieren konnte.
Derzeit ist sie Mitglied des Exekutivkomitees des Weltruderverbandes FISA.
Lenka Wech hat ein Medizinstudium in Freiburg 2003 abgeschlossen. Zunächst war sie in der Mund-Kiefer-Gesichtschirurgie tätig, sattelte aber auf Unfallchirurgie und Orthopädie um. 2011 legte sie darin die Facharztprüfung ab. Weitere Schwerpunkte sind die Manuelle Medizin und die Sportmedizin. Seit dem 17. Mai 2014 ist sie mit dem ehemaligen Ruderweltmeister Paul Dienstbach verheiratet.

## Internationale Erfolge
- 1995: 1. Platz im Vierer ohne (U23-Weltmeisterschaften)
- 1996: 3. Platz im Vierer ohne (Weltmeisterschaften)
- 1999: 6. Platz im Achter (Weltmeisterschaften)
- 2000: 6. Platz im Zweier ohne (Olympische Spiele)
- 2001: 3. Platz im Achter (Weltmeisterschaften)
- 2002: 3. Platz im Achter (Weltmeisterschaften)
- 2003: 1. Platz im Achter (Weltmeisterschaften)
- 2004: 5. Platz im Achter (Olympische Spiele)
- 2006: 2. Platz im Achter (Weltmeisterschaften)
- 2007: 5. Platz im Achter (Weltmeisterschaften)
- 2008: 4. Platz im Zweier ohne (Olympische Spiele)
- 2009: 1. Platz im Doppelvierer (Küsten-WM)
- 2010: 1. Platz im Doppelzweier (Küsten-WM)